# Clotilde García Borrero
Clotilde García Borrero (o Clotilde Ucrós Durán; Neiva, 30 novembre 1887 – Engativá, 11 maggio 1969) è stata un'attivista colombiana per i diritti delle donne.

## Vita e opere
Nacque il 30 Novembre del 1887 da Abelardo García Salas e María Inés Borrero Álvarez, sorella del governatore di Huila Joaquín García Borrero, sposò Carlos Ucrós Durán, dal quale ebbe otto figli tra cui Jaime Ucròs Garcia, che in Colombia fu cofondatore Movimiento Revolucionario Liberal. Morì nel 1969 ad Engativa, nella fattoria di sua figlia Ines Ucrós García.
Secondo quanto sostenuto da Óliver Lis, pronipote di Clotilde, nell'opera biografica Clotilde García Borrero.Combatiente Feminista,  Clotilde Garcia Borrero è riconosciuta come una combattente femminista tra le più importanti nella storia della Colombia, avendo ottenuto a partire dagli anni '30 le seguenti importanti conquiste: 
- il diritto ad ereditare e amministrare la proprietà ( con la legge 28 del 1932[4]);
- l'ingresso per le donne colombiane nell'educazione secondaria e universitaria (con il decreto 1972 del 1933[5], e le leggi 1874 del 1932 e 227 del 1933[6])

Insieme con Josefina Valencia de Hubach e Esmeralda Arboleda de Uribe guidò  il movimento per il suffragio femminile in Colombia, ottenendone il diritto con la legge 3 del 1954 sotto il regime di Gustavo Rojas Pinilla.